# Catarina de Siena
Santa Catarina de Siena T.O.S.D., nascida Caterina Benincasa (Siena, 25 de março de 1347 – Roma, 29 de abril de 1380), foi uma terceira da Ordem dos Pregadores (dominicanos), filósofa escolástica e teóloga do século XIV. Lutou arduamente para trazer o papado de Gregório XI de volta para Roma durante o chamado "Cisma do Ocidente", um período de quase quarenta anos no qual se estabeleceu o papado de Avinhão, e também foi fundamental para a restauração da paz entre as cidades-estado italianas.
Nascida em Siena, ela cresceu lá e queria muito cedo se consagrar a Deus, contra a vontade de seus pais. Ela se juntou às irmãs da Penitência de São Domingos e fez seus votos lá. Muito rapidamente marcada por fenômenos místicos, como estigma e casamento místico, ela se deu a conhecer.
Ela acompanhou o capelão dominicano ao papa em Avignon, como embaixadora de Florença, uma cidade em guerra com o papa. Sua influência no papa Gregório XI desempenha um papel comprovado em sua decisão de deixar Avignon para Roma. Ela é então enviada por ele para negociar a paz com Florença. Gregório XI morto e com a paz concluída, ela voltou a Siena. Ela dita aos secretários seu conjunto de tratados espirituais O Diálogo.
Santa Catarina de Siena é uma das figuras mais destacadas do catolicismo medieval, pela forte influência que teve na história do papado. Ela está por trás do retorno do papa de Avignon a Roma e, em seguida, realizou inúmeras missões confiadas pelo papa, algo bastante raro para uma simples freira na Idade Média. Ela também influenciou fortemente Santa Rosa de Lima.
O grande cisma do Ocidente levou Santa Catarina de Siena a ir a Roma com o papa. Ela enviou numerosas cartas aos príncipes e cardeais, para promover a obediência ao Papa Urbano VI e defender o que ela chamou de "vaso da Igreja". Ela morre 29 de abril de 1380, exausta por suas penitências. Urbano VI celebra seu funeral e enterro na Basílica de Santa Maria sopra Minerva, em Roma.
Desde 18 de junho de 1866, ela é padroeira da Itália juntamente com São Francisco de Assis. Em 3 de outubro de 1970, Catarina foi proclamada Doutora da Igreja pelo Papa Paulo VI e, em 1 de outubro de 1999, João Paulo II nomeou-a uma das seis padroeiras da Europa, juntamente com São Bento, Santos Cirilo & Metódio, Santa Brígida da Suécia e Santa Teresa Benedita da Cruz (Edith Stein).

## Biografia
Caterina Benincasa nasceu em 25 de março de 1347 na cidade de Siena devastada pela peste negra, filha de Jacopo Benincasa, um tintureiro que tocava seus negócios com a ajuda de seus filhos, e Lapa Piacenti, que pode ser a filha de um poeta local, numa casa que ainda existe na cidade. Lapa tinha aproximadamente quarenta anos quando prematuramente deu à luz as gêmeas Catarina (Caterina) e Joana (Giovanna) depois de já ter tido outros 22 filhos, mas metade deles já mortos na época. Joana foi entregue aos cuidados de uma ama-de-leite e morreu logo ao passo que Catarina, amamentada pela mãe, cresceu bastante saudável. Ela tinha dois anos quando Lapa teve seu vigésimo quinto filho, uma outra menina chamada Joana (Giovanna).
Uma criança muito feliz, Catarina recebeu da família o apelido carinhoso de "Eufrosina", que deriva da palavra grega para "alegria" e era também o nome de uma das santas cristãs mais antigas, Santa Eufrosina.
Segundo o confessor e, posteriormente, biógrafo de Catarina, Raimundo de Cápua, O.P., Catarina teve a primeira de suas visões de Jesus Cristo quando tinha apenas cinco ou seis anos de idade. Ela estava voltando para casa com o irmão de uma visita à casa de uma de suas irmãs casadas e viu Cristo entronado em majestade com os apóstolos Pedro, Paulo e João. Raimundo conta ainda que, ao sete, Catarina jurou dedicar sua vida a Deus.
Ainda atormentada pelo luto pela morte de sua irmã mais velha, Boaventura, a jovem Catarina, com apenas dezesseis anos, foi pressionada pelos pais a se casar com o viúvo dela. Absolutamente contrária à ideia, iniciou um duríssimo jejum, prática que havia aprendido com a irmã recém-falecida e cujo marido não apreciava, pois mais de uma vez Boaventura havia conseguido mudar suas atitudes recusando-se a comer. Mais adiante, Catarina desapontou a mãe ao cortar os longos cabelos para protestar contra a constante pressão para que melhorasse sua aparência para conseguir atrair um bom marido.
Muito depois, Catarina recomendaria que Raimundo de Cápua, quando tivesse que enfrentar um problema, seguisse uma prática que criara em sua adolescência: "Construa uma cela em sua mente da qual você jamais possa escapar". Nesta cela mental, ela transformou seu pai numa representação de Cristo, sua mãe, na Virgem Maria, e seus irmãos, nos apóstolos. Servi-los com humildade tornou-se uma oportunidade de crescimento espiritual para ela e, desta forma, Catarina conseguiu resistir ao costume do casamento e da maternidade por um lado e, por outro, a tornar-se uma freira, escolhendo viver uma vida ativa e piedosa fora do claustro dos conventos, mas seguindo o modelo dos dominicanos. No fim, o pai de Catarina desistiu e permitiu que a filha vivesse como bem entendesse.
Uma visão de São Domingos deu-lhe ainda mais forças, mas seu desejo de juntar-se à sua ordem incomodava Lapa, que levou a filha consigo até as termas em Bagno Vignoni numa tentativa de melhorar sua saúde. Ao contrário do esperado, Catarina ficou muito doente, acometida de uma violenta coceira, febre e dores no corpo, o que, convenientemente, serviu como pretexto para que sua mãe aceitasse tentar conseguir a sua admissão no "Mantellato", a associação local dos terceiros dominicanos. Lapa foi então às irmãs da ordem e as convenceu a aceitarem sua filha, o que deu algum trabalho, pois a ordem até então só aceitava viúvas. Em questão de dias, Catarina se recuperou completamente, saindo da cama para receber o hábito preto e branco da Ordem Terceira de São Domingos das mãos de um frade terceiro. No Mantellato, Catarina aprendeu a ler e, ali, ela passou a viver solitariamente em silêncio total.
Por volta de 1368, aos vinte e um anos, Catarina experimentou o que ela própria descreveu em suas cartas como um "casamento místico" com Jesus, um tema que se tornaria extremamente popular na arte cristã com o nome de "Casamento Místico de Santa Catarina" (igualmente como Santa Catarina de Alexandria). "Sublinhando o tanto que este casamento era uma fusão física com Cristo [...] Catarina recebeu não um anel de ouro e joias que seu biógrafo relata em sua versão atenuada, mas o anel do prepúcio de Cristo". Raimundo também relata que Cristo teria lhe pedido que deixasse a vida reclusa e se dedicasse à vida pública no mundo. Assim, Catarina voltou para casa e passou a ajudar os pobres e doentes, em casa e nos hospitais. Suas atividades piedosas em Siena logo atraíram um grupo de seguidores, homens e mulheres, que se juntaram a ela em sua missão. Catarina tinha por hábito distribuir roupas e comida aos pobres sem pedir permissão à família, o que tinha um considerável custo; porém, em contrapartida, nada pedia para si própria. Ao permanecer no seio de sua família, sentia a rejeição ao seu modo de vida mais fortemente, principalmente por que ela não aceitava a comida deles citando a mesa que havia sido posta para ela no céu por sua verdadeira família.

Conforme as tensões políticas e sociais se aprofundavam em Siena, Catarina se viu tentada a intervir na arena política. Ela viajou pela primeira vez para Florença em 1374, provavelmente para ser entrevistada pelas autoridades dominicanas no capítulo geral que se realizou em maio de 1374, embora o tema seja ainda debatido: se ela foi de fato entrevistada, a ausência de evidências sugere que ela foi considerada suficientemente ortodoxa. Aparentemente, foi também nesta época que Raimundo de Cápua tornou-se seu confessor e diretor espiritual.

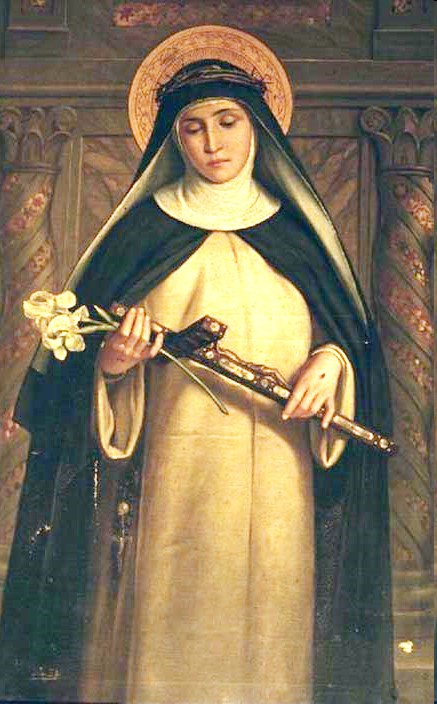
Santa Santa Catarina de Siena, Igreja Santa Maria del Rosario in Prati em Roma.

Depois desta viagem, Catarina passou a viajar com seus seguidores pelas regiões norte e central da Itália defendendo a reforma do clero e aconselhando o povo que o arrependimento e a renovação poderiam ser alcançados através "do amor total a Deus". Em Pisa, em 1375, Catarina utilizou de toda sua influência para evitar que a cidade e também Lucca se aliassem às forças contrárias ao papa, que na época vinham se fortalecendo e ganhando momento. Ela também ajudou com seu entusiasmo na formação de uma nova cruzada. Segundo Raimundo, foi em Pisa, em 1375, que ela recebeu seus estigmas (visíveis, depois de um pedido dela, somente para ela).
Suas viagens não eram a única forma que Catarina utilizava para fazer conhecer suas opiniões. A partir de 1375, ela começou a ditar cartas para diversos assistentes endereçadas inicialmente a homens e mulheres de seu círculo de amigos e, gradativamente, a uma audiência mais ampla, incluindo figuras políticas a quem ela pedia paz e o retorno do papado de Avinhão para Roma. Ela manteve ainda uma duradoura correspondência com o papa Gregório XI, na qual pedia-lhe que reformasse o clero e a administração dos Estados Papais.
No final de 1375, Catarina retornou para Siena para ajudar um jovem prisioneiro político, Niccolò di Tuldo, em sua execução. Em junho do ano seguinte, foi para Avinhão pessoalmente como embaixadora de Florença para tratar da paz com os Estados Papais (em 31 de março de 1376, Gregório XI interditou Florença). Sem sucesso, acabou sendo desautorizada pelos líderes florentinos, que enviaram embaixadores para negociar seus próprios termos continuando o caminho já iniciado por Catarina; ela, por sua vez, enviou uma calorosa carta a Florença. Ainda em Avinhão, Catarina tentou convencer Gregório a voltar para Roma, o que ele de fato fez em janeiro de 1377. Porém, o peso real da influência de Catarina é tema de acalorado debate moderno.
Catarina voltou para Siena e passou os primeiros meses de 1377 fundando um mosteiro de estrita observância para mulheres fora da cidade, na antiga fortaleza de Belcaro. O resto do ano passou em Rocca d'Orcia, por volta de 35 quilômetros de Siena, numa missão de paz e pregação. Durante o período, no outono de 1377, ela teve uma nova experiência que a levou a escrever seu "Diálogo" e a passar a escrever por conta própria, apesar de continuar utilizando assistentes em suas correspondências.
No final de 1377 ou início do ano seguinte, Catarina foi novamente para Florença por ordem de Gregório XI para tentar negociar a paz entre florentinos e romanos. Depois da morte do papa em março de 1378, revoltas irromperam em Florença a partir de 18 de junho e, na violência que se seguiu, Catarina quase foi morta. Finalmente, em julho, a paz foi negociada entre as duas cidades e ela pôde voltar para casa.
No final de novembro de 1378, depois do cisma, o novo papa, Urbano VI, convocou-a à Roma e ela permaneceu na corte papal tentando convencer nobres e cardeais da legitimidade do novo papa romano, pessoalmente ou através de suas cartas. Passou a viver numa residência na Piazza di Santa Chiara conhecida ainda hoje como Casa di Santa Caterina.
Por muitos anos, Catarina se acostumou a períodos de rigorosa abstinência. A comunhão diária era, muitas vezes, sua única "refeição". Esta forma extrema de jejum já parecia pouco saudável aos olhos do clero, de suas irmãs e de seu confessor, que tentavam fazê-la comer adequadamente. Mas Catarina alegava que era incapaz e descrevia sua incapacidade como uma infermità (doença). A partir do início de 1380, Catarina já não conseguia nem comer e nem beber água. Em 26 de fevereiro, não podia mais andar. Catarina morreu em Roma em 29 de abril de 1380 aos trinta e três anos de idade, depois de ter sofrido um derrame oito dias antes.

## Espiritualidade
A vida espiritual de Santa Catarina de Siena consistia em uma união com Deus. Ela descreve essa união com Deus como um "caminho da verdade". A paixão de Cristo é central para quem considera que a morte de Cristo na cruz é um sacrifício, permitindo o conhecimento de Deus através da presença de "sangue redentor".
Em seus escritos, ela apresenta três estágios da vida espiritual. O primeiro consiste no amor à paixão; indica até que a paixão de Cristo é o melhor guia para a vida espiritual: "é melhor que todos os livros". O segundo passo é a consequência do primeiro: esse amor leva Santa Catarina de Siena à imitação de Cristo, através de uma vida de ascetismo, sacrifícios, penitência, oração e serviço aos outros, a fim de ser como Cristo e ao seu sacrifício na cruz. Assim, a imitação leva a querer se tornar um "Alter Christus" ("Outro Cristo"). O terceiro estágio consiste em desejar a cruz, ou seja, superar o sofrimento e as dificuldades diárias, e se apegar a ela, não mais para si mesma, mas para os outros.
Em seus escritos, ela desenvolve o que a teologia chama de "habitação de Deus na alma" , ou "habitação da Trindade": a crença de que Deus está presente na alma. Essa descoberta é feita muito cedo em Catarina. Privada pelos pais do acesso ao quarto onde costumava orar, Catarina descobre que pode viver com Deus que está presente dentro de si mesma, em sua alma. Catarina descreve esse lugar como sua "célula interna".
Nos escritos e nos conselhos espirituais que ela dá, ela menciona em várias ocasiões a existência dessa célula interior, como na carta 223 a Alessia, onde afirma: "Faça você mesmo, minha filha, duas habitações: uma em sua cela, para não falar de todos os lados e deixá-lo apenas por necessidade, por obediência à prioresa ou por caridade. Faça de você outra habitação espiritual que você sempre carregará consigo: é a célula do verdadeiro autoconhecimento. Você encontrará lá o conhecimento da bondade de Deus para com você; estas são duas células em uma; e, estando em um, um não deve deixar o outro, pois a alma cairia em problemas e presunção". Afirma a necessidade de entrar em si mesmo para "viver pelo hábito", a fim de agir em união com Deus. Esta habitação de Deus na alma é central para Santa Catarina de Siena, na medida em que leva a "possuir Deus".
O caminho desse conhecimento de si mesmo não é fácil para Santa Catarina de Siena, porque esse sentimento de amor e misericórdia de Deus pode desaparecer. Ela, portanto, convida a uma vida de virtude, paciência e humildade, a fim de fugir do pecado e se unir mais a Deus. No entanto, essa busca pela virtude é difícil e requer seguir o caminho da cruz. A existência de tentações está presente, o que ela chama de "descida ao inferno". A maneira de resistir a isso é voltar a esse conhecimento de si mesmo.
A vida interior é para Santa Catarina de Siena um contínuo movimento de vaivém entre o conhecimento de si mesmo que leva ao conhecimento de Deus. Esse conhecimento de Deus leva a um melhor conhecimento de si mesmo e a uma maior perseverança que se abre à caridade do próximo pela humildade.
No entanto, conhecer a si mesmo e a Deus não é um fim em si para Santa Catarina de Siena. Isso deve levar não à retirada, mas ao amor do próximo que é amado da mesma maneira. Catarina afirma assim: "Contemplando em si o efeito do amor infinito e vendo a imagem que é a criatura, ela encontra Deus à sua imagem. Esse amor que Deus traz para ela, ela o vê se espalhando para todas as criaturas, e que imediatamente a força a amar o próximo como a si mesmo, já que Deus a ama soberanamente. O autoconhecimento torna-se para Catarina a fonte do apostolado e de abertura ao outro.

### Reforma da Igreja
A vida desta santa é profundamente marcada pelo seu desejo de renovar a Igreja. Sua eclesiologia, isto é, sua concepção da Igreja, não é estritamente revolucionária: não desafia as estruturas hierárquicas tradicionais da Igreja, como fez o Conselho de Constança em 1417, e também não põe em causa seu sistema jurídico. Da mesma forma, não põe em causa a possibilidade do papa ter e administrar bens temporais. No entanto, ela considera que a Igreja está em crise devido à falta de interesse na dimensão espiritual, porque os membros da Igreja estão preocupados demais com considerações temporais de poder e riqueza. Catarina não nega as considerações temporais, mas considera que essas sempre devem ser a segunda, a conversão e a vida dos crentes, com Deus sendo sua principal missão. Ela pede desejos e muitas vezes para uma renovação.
Santa Catarina de Siena considerava que a Igreja é a noiva de Cristo. Para ela, o papa, mas também todos os batizados, são responsáveis pelos bens do “Sangue do Cordeiro”. A Igreja é para ela o guardião, aquele que comunica os dons de Deus, é a Igreja que transmite a divina "vida". Para Catarina, os frutos da Igreja são necessariamente bons na medida em que dependem da caridade e do “Sangue do Cordeiro”, mas também por causa de sua origem espiritual: a Igreja é "Fundado no amor, é apenas amor".
Ela usa a metáfora do jardim para falar da Igreja, um jardim onde todos têm um lugar e onde cada pessoa batizada é uma planta. Ela considera os sacerdotes como plantas que devem ser perfumadas e os que ainda não são cristãos como possíveis plantas no jardim. Ela quer que a Igreja seja o jardim onde se possa "ver o próximo, os cristãos, os infiéis e todas as criaturas razoáveis que se alimentam".
A Igreja permanece profundamente unida por Santa Catarina de Siena: cada pessoa tem não apenas o seu lugar, mas também o seu papel. A união de todo o povo da Igreja é feita por sua relação com Deus, com o "Sangue do Cordeiro". A razão da autoridade da Igreja segue para Santa Catarina de Siena a partir desta união com Deus, que gera uma união entre todos os membros. Para ela, a Igreja é um lugar onde cada pessoa tem um lugar, uma responsabilidade específica, que leva a uma relação de interdependência. É essa interdependência que leva à necessidade um do outro, abertura aos outros e respeito pelas diferentes vocações. Essa abertura leva ao nascimento da caridade entre seus membros, caridade que só é possível através do amor ao próximo.

### Tentações

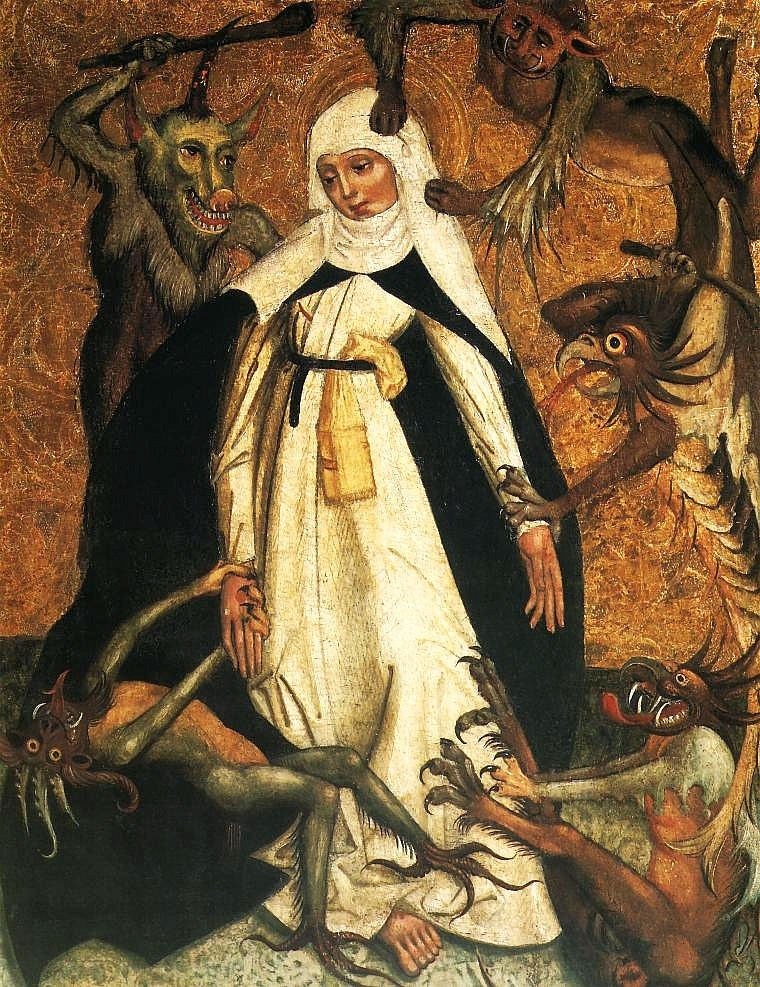
Santa Catarina tentada pelos demônios, c. 1500, autor desconhecido.

Santa Catarina de Siena alerta muitas vezes sobre a divisão que pode existir no amor. Ela afirma que no homem existem dois tipos de amor, um direcionado a Deus e o outro egocêntrico, amor próprio. Ela considera esses dois tipos de amor irreconciliáveis. Para Catarina, o amor próprio é o centro de todos os vícios e pecados e leva à separação de Deus . É necessário separar-se da autoestima e de suas consequências, ou seja, sensualidade ou busca de prazer ou reconhecimento, na medida em que essa auto-estima se opõe à amor de Deus: "Enquanto o vaso do coração estiver cheio de amor próprio espiritual ou temporal, ele não poderá ser preenchido com amor divino".
Santa Catarina de Siena, portanto, convida seus discípulos a uma guerra contra a sensualidade por meio da razão: "Quero que cada um de vocês separe a sensualidade da razão dentro dele e os torne inimigos irreconciliáveis". É por meio da consciência que conseguimos dominar a sensualidade, como ela escreve em uma de suas cartas: “Aqui está o caminho a seguir. No alto da sua consciência, você se senta para se julgar. Não deixe o menor pensamento passar fora de Deus sem corrigi-lo com grande severidade. O homem deve formar duas partes de si mesmo, que são sensualidade e razão. Essa razão deve extrair da bainha a espada de dois gumes: ódio ao vício e amor à virtude. Armado com esta espada, reduzirá a sensualidade para agradecer".
Esse combate não é isento de dificuldades, e ela afirma, a esse respeito, que "as virtudes são adquiridas com dificuldade, fazendo violência à sua fraqueza" , ou mesmo "é pela violência que adquirimos o virtudes verdadeiras e sólidas”. Essa busca pela virtude é importante, mas deve sempre procurar conhecer a fonte da auto-estima. Ela convida você a sempre cortar a sensualidade na fonte, buscando a origem de sua auto-estima. "Visite o jardim de sua alma todos os dias, à luz da fé, para arrancar os espinhos que sufocariam a boa semente e agitar a semente. terra, isto é, para despir seu coração”. Ela, portanto, adverte contra a virtude que não seria refletida pela busca pela origem da sensualidade: "A penitência não faz nada além de ameixa, mas, assim, você arranca a raiz apropriada para dar novo crescimento".
A luta que Catarina defende leva a esvaziar o próprio ser de todo amor próprio, com essa ausência tornando possível substituir o amor próprio pelo amor de Deus: "Assim que esvaziamos coisas perecíveis, o ar enche, isto é, o amor divino e celestial e divino com o qual a alma alcança a água da graça”. A fonte da luta e o ódio à sensualidade não é outro senão o amor de Deus, que rapidamente se torna mais fácil. Ela diz: “O caminho da penitência e dos meus mandamentos parece inicialmente difícil e difícil, mas quanto mais avançamos por lá, mais suave e fácil. O caminho do vício, pelo contrário, parece em princípio muito agradável; mas quanto mais caminhamos por lá, mais encontramos amargura e ruínas”.

### O dom das lágrimas

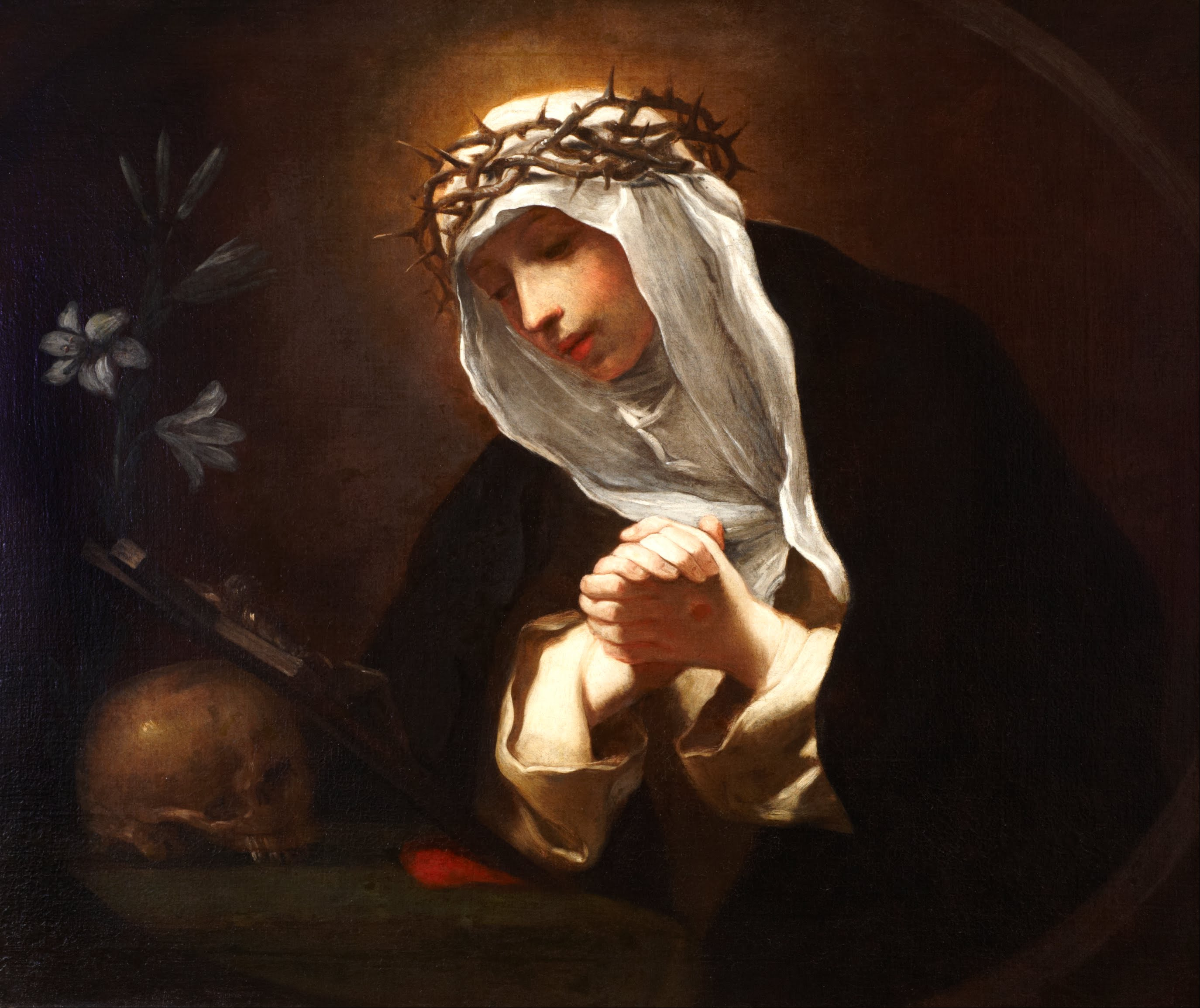
Santa Catarina em uma pintura do século XVII.

O presente das lágrimas, ou doutrina das lágrimas, é um ensinamento desenvolvido no livro do Diálogo de Santa Catarina de Siena (nos capítulos 88 a 97). Ela afirma que, a seu pedido, foi ensinada sobre o que a teologia chama de "presente das lágrimas" . Ou seja, o valor espiritual das lágrimas e seus respectivos frutos. A importância que Santa Catarina de Siena dá às lágrimas vai além da perspectiva teológica clássica, na medida em que o corpo se torna um instrumento privilegiado de comunicação com Deus.
Catarina desenvolve em O Diálogo cinco fontes de lágrimas, que não têm o mesmo valor espiritual. Essas lágrimas de que ela fala são lágrimas que vêm do coração. As lágrimas mais valiosas para eles são aquelas devidas ao amor e à virtude; eles podem ter um valor "infinito".
Os primeiros são aqueles que surgem do amor sensual, do apego às coisas e prazeres materiais. Eles não têm valor espiritual para Catarina porque vêm do amor próprio. O segundo tipo de lágrimas são aquelas que são fruto do medo do pecado e do inferno. Mesmo que sejam descritos como imperfeitos, por estarem muito pouco ligados ao amor, têm um valor espiritual.
A terceira fonte de lágrimas vem de pessoas que choram enquanto começam a amar "a doce primeira verdade de Deus", mas que continuam a ter auto-estima.
O quarto tipo de lágrimas, são as que provêm da caridade para com o próximo, as que choram, amando a Deus sem consideração por elas, têm um grande valor espiritual, pois têm apenas como fonte amor e compaixão do próximo  .
A quinta fonte de lágrimas, chamada "lágrimas de doçura, fruto da união e conhecimento de Deus" . Essas lágrimas são o fruto da união com Deus, na medida em que a união entre a alma e Deus é tal que leva a deixar de ser capaz de se comunicar com as palavras. As lágrimas se tornam a linguagem suprema; ela então faz Deus falar para descrever o valor do sentimento do qual essas lágrimas vêm: "Então o sentimento que segue a inteligência se une a um amor tão perfeito e muito ardente, e se alguém perguntou-me quem é essa alma, eu diria: outro eu, é feito para uma união de amor. Que linguagem poderia descrever a excelência desse último estado unitivo".

### Ordem Dominicana
Santa Catarina de Siena, embora não seja fundadora da Ordem dos Pregadores, é, no entanto, uma das principais figuras dominicanas. Ela se tornou a figura feminina da ordem dominicana, como Clara de Assis é para os franciscanos. É ainda mais importante porque, com Alberto Magno e Tomás de Aquino, uma das três personalidades dominicanas foi declarada doutora da Igreja por causa da importância de seus escritos espirituais e teológicos.
Catarina e Raimundo de Cápua desempenharam um papel importante no processo de renovação da ordem dos pregadores. De fato, no período conturbado que viu a Igreja Católica no século XIV, Catarina pede um retorno à vocação Dominicana. Ela costuma usar São Domingos como modelo e, em seu trabalho principal, The Dialogue, ela cita repetidamente o carisma original dado por Domingos, alertando contra aqueles que desobedecem à regra que ele deu. Esse desejo de retornar às fontes da Ordem dos Pregadores, feito com Raimundo de Cápua, que se tornou mestre geral da Ordem dos Pregadores, levou a torná-la uma figura importante dentro dos dominicanos.
Além disso, a espiritualidade e a vida de Santa Catarina de Siena correspondem em muitos aspectos à espiritualidade de São Domingos: o importante lugar da pregação e da busca da salvação, mas também a importância da contemplação e da transmissão de conhecimento de Deus, específico da espiritualidade dominicana. Essa correspondência entre a vida e os escritos de Santa Catarina de Siena e do fundador da ordem, Domingos de Gusmão, leva a torná-la uma das principais figuras femininas da ordem, em particular através de obras de arte, que representam Domingos com Santa Catarina de Siena. Essas representações são anacrônicas na medida em que Domingos morreu em 1221, mais de um século antes do nascimento de Santa Catarina de Siena.

## Fontes para vida de Catarina

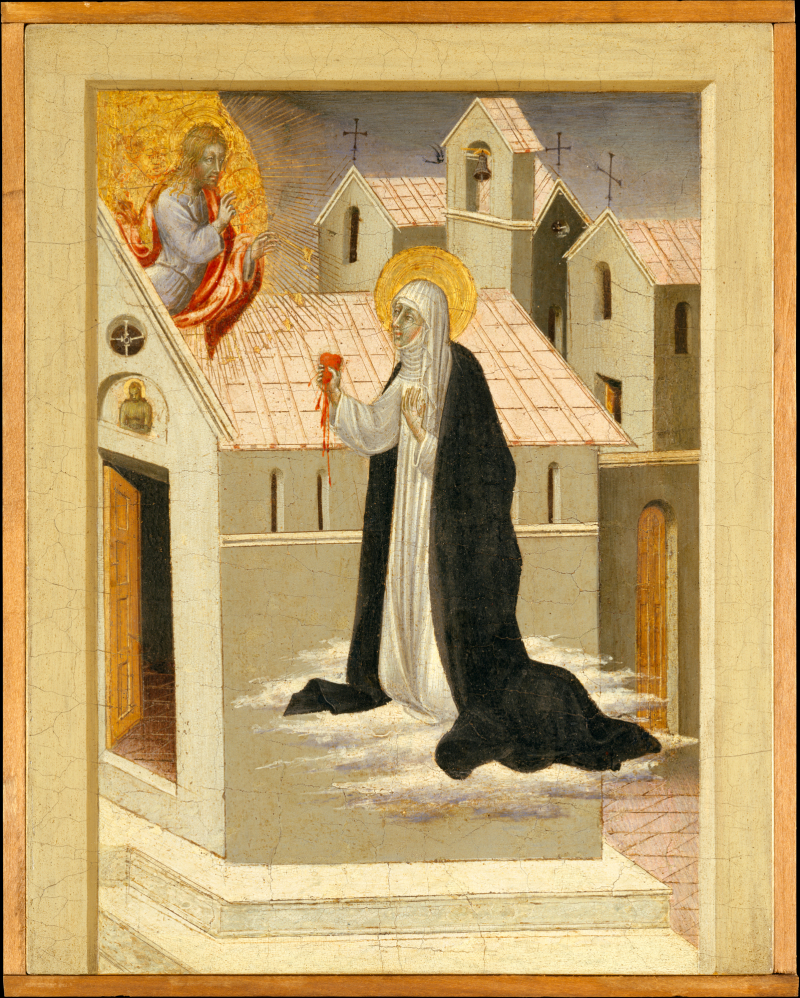
Santa Catarina trocando seu coração com Cristo.
c. 1460. Por Giovanni di Paolo, atualmente no Metropolitan Museum of Art.

## Obras

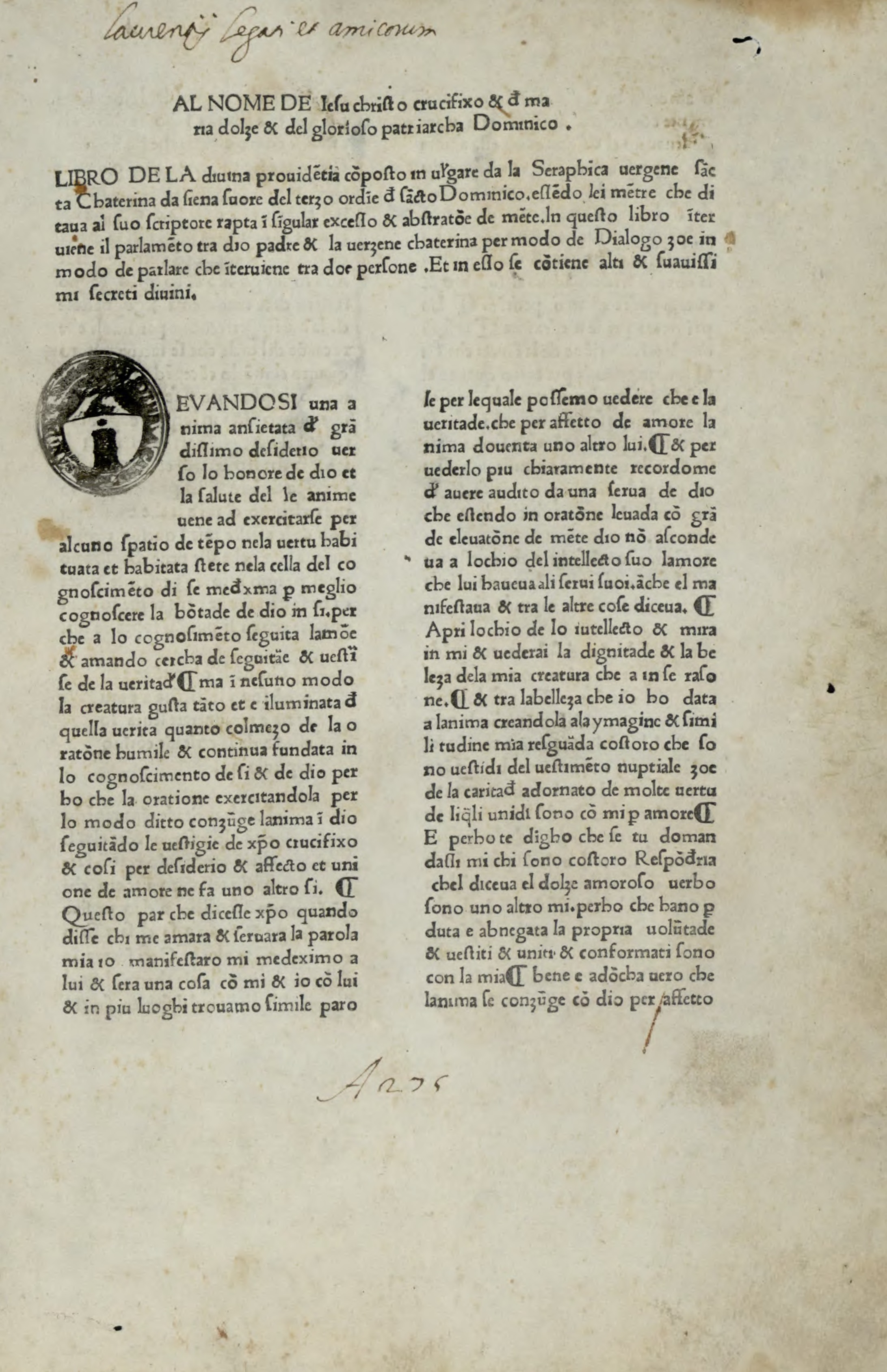
Libro della divina dottrina, c. 1475

## Veneração

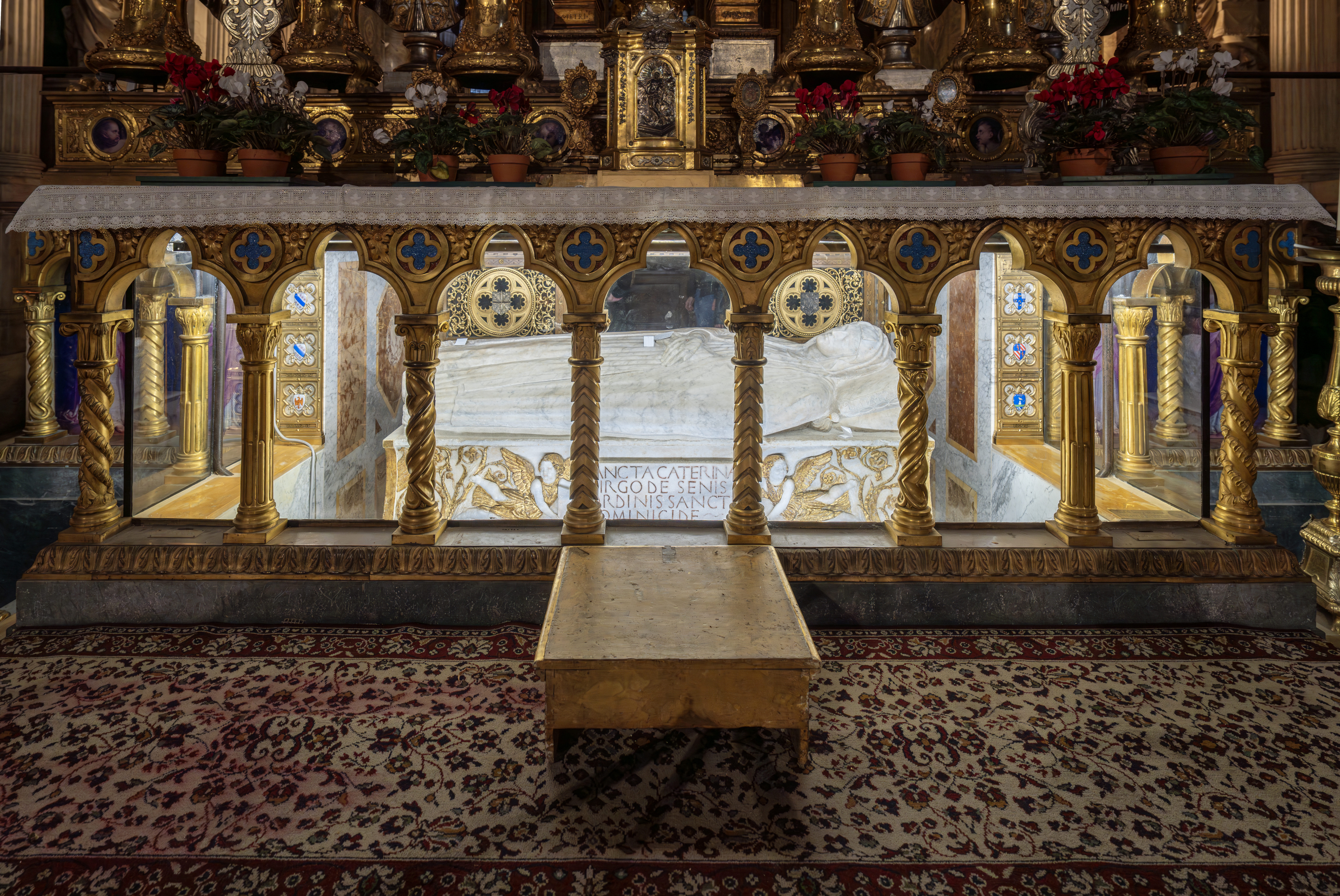
Túmulo de Santa Catarina em Santa Maria sopra Minerva, em Roma.

### Iconografia

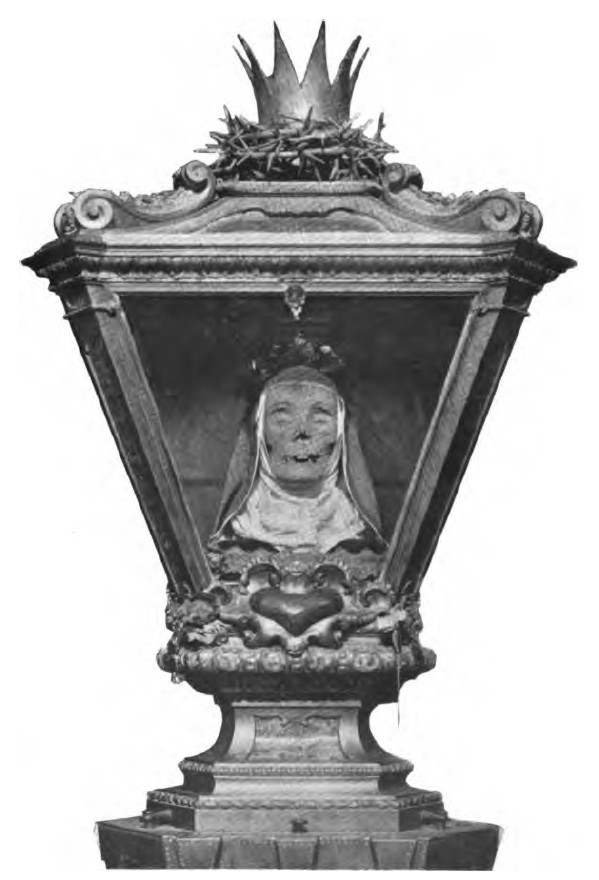
Cabeça de Santa Catarina preservada na Basílica de São Domingos, em Siena.